# Jan Těšínský
Jan Těšínský (polsky Jan cieszyński) (narozen 1339/1340, zemřel po 18. květnu 1359) – člen těšínské linie Piastovců, klerik ve Vratislavi.

## Život
Boleslav byl syn těšínského knížete Kazimíra I. a Eufemie Mazovské. Jméno získal po svém strýci Janu I. Osvětimském zvaný Scholastik. Mezi potomky Kazimíra I. je v zápisech vždy umísťovaný na sedmém místě mezi Anežkou (polsky Agnieszka) a Siemovítem.
Stejně jako další sourozenci byl i on určen k duchovnímu životu. Jan je připomenut v papežské listině z 18. května 1359, která byla vyhotovena v Avignonu. Jde o zápis, kde je uveden jako klerik, věku 20 let. Jde o jediný zápis k jeho životu, takže je pravděpodobné, že zemřel po tomto datu. V opačném případě by byl zmíněn v dalších dokumentech, které by se týkaly jeho prelatury ve Slezsku, nebo v Čechách.
Je rovněž možné, že Jan zemřel ještě před vyhotovením tohoto dokumentu, resp. zpráva o jeho smrti přišla po vyhotovení listiny, tedy před 18. květnem 1359.

## Smrt
Místo pohřbení není známo.